# Fængselsskib
Et fængselsskib er et (oftest oplagt) fartøj , der anvendes som fængsel.

## Storbritannien
Fængselsskibe kendes primært fra Storbritannien. De blev som regel brugt som midlertidigt ophold for fanger, der skulle sendes til straffekolonier, en almindelig praksis i det 18. og 19. århundrede. 
Også i de senere år har briterne anvendt fængselsskibe, fx HMP Weare, der lå ved Portland Harbour ved Isle of Portland i perioden 1997-2006.

## Frankrig
I Frankrig kendes fængselsskibe fra tiden under revolutionen, hvor der var fængselsskibe i Nantes og Rochefort.

## USA
Fængselsskibe er også kendt fra USA, der bl.a. har skibet Vernon C. Bain Correctional Center.
| Kriminalitet | Spire Denne artikel om kriminalitet er en spire som bør udbygges. Du er velkommen til at hjælpe Wikipedia ved at udvide den. |